# La Angostura (Santa Cruz)
La Angostura ist eine Ortschaft im Departamento Santa Cruz im südamerikanischen Anden-Staat Bolivien.

## Lage im Nahraum
La Angostura ist zentraler Ort des Kanton La Angostura im Municipio El Torno in der Provinz Andrés Ibáñez. Die Ortschaft liegt auf einer Höhe von 640 m am linken Ufer des Río Piraí zwischen den Städten El Torno und Samaipata.

## Geographie
La Angostura liegt im feuchten Ostseitenklima am Ostrand der Anden-Gebirgskette der Cordillera Oriental. Die Region war vor der Kolonisierung von Monsunwald bedeckt, ist heute aber größtenteils Kulturland.
Die mittlere Durchschnittstemperatur der Region liegt bei 24 °C, der Jahresniederschlag beträgt 950 mm (siehe Klimadiagramm La Angostura). Die Monatsdurchschnittstemperaturen schwanken zwischen 20 °C im Juli und 26 °C im Dezember und Januar, die Monatsniederschläge sind von November bis März ergiebig und liegen über 100 mm, das Klima von Juni bis September ist arid mit Niederschlägen unter 40 mm.

## Verkehrsnetz
La Angostura liegt in einer Entfernung von 46 Straßenkilometern südwestlich von Santa Cruz, der Hauptstadt des Departamentos.
Vom Zentrum von Santa Cruz aus führt die asphaltierte Nationalstraße Ruta 7 als vierspurige "Avenida Grigotá" in südwestlicher Richtung über die Städte El Carmen, La Guardia und El Torno nach La Angostura, dann weiter über Samaipata und Comarapa nach Cochabamba.

## Bevölkerung
Die Einwohnerzahl der Ortschaft ist in den vergangenen beiden Jahrzehnten auf nahezu das Dreifache angestiegen:
| Jahr | Einwohner | Quelle       |
| ---- | --------- | ------------ |
| 1992 | 780       | Volkszählung |
| 2001 | 1503      | Volkszählung |
| 2012 | 1809      | Volkszählung |
| 2024 |           | Volkszählung |

Aufgrund der Zuwanderungsgeschichte der Bevölkerung weist die Region einen deutlichen Anteil an Quechua-Bevölkerung auf, im Municipio El Torno sprechen 27,7 Prozent der Bevölkerung Quechua.